# Fumiyo Fujiyoshi
Fumiyo Fujiyoshi (藤吉文世 Fujiyoshi Fumiyo?) es un personaje de la novela, manga y película Battle Royale. En la película el papel es interpretado por Aki Inoue. En Battle Royale II: Réquiem se hace una referencia a su muerte.

## Antes del juego
Fumiyo Fujiyoshi es una de los estudiantes de la clase de tercer año del instituto Shiroiwa de la ciudad ficticia de Shiroiwa, en la prefectura de Kagawa. De acuerdo al orden de lista, es la alumna Nº 18 y posiblemente sea la chica del grupo con menos protagonismo en las tres historias.
En la novela se menciona que es la ayudante de la enfermera de su clase, por lo que era a quien Shuya Nanahara le encomendaba el cuidado de Yuko Sakaki cuando, debido a su menstruación, se sentía demasiado enferma y debía descansar en la enfermería en lugar de quedarse en clases. En el manga se la ve como tranquila y buena compañera, miembro del grupo de Yukie Utsumi y Yutaka Seto está enamorado de ella.
En la película se sienta con Kayoko Kotohiki en el autobús y está cuchicheando con Yuko Sakaki antes de morir. Además, se la muestra como una de las chicas que acosaba a Noriko Nakagawa; aunque podría haber sido una cosa trivial: Noriko explica que no tiene la más mínima confianza hacia su clase y se ve un flashback donde Fumiyo, Mayumi y Yoshimi la encierran en un baño del instituto, aparte de escribir fuertes insultos contra ella.

## En el juego
Fumiyo no participa en el juego, dado que al igual que Yoshitoki, muere antes de que éste comience. En todas las versiones ella está tan asombrada y aterrada como el resto, pero no hace preguntas directas sobre qué está ocurriendo. Después que Yoshitoki es asesinado y Shinji Mimura evita que Noriko muera, Sakamochi se dirige a la clase, pero de inmediato pierde la paciencia al ver que Fumiyo está hablando en susurros a Yukie Utsumi y le arroja un cuchillo que se clava en su frente; a pesar de todo, la muerte de la muchacha no es instantánea y tarda algunos segundos antes de desplomarse inerte sobre el pupitre de Yukie. Cuando Shuya Nanahara recibe su equipamiento, se toma un momento para detenerse frente al cuerpo de Fumiyo y cerrarle los ojos y aunque tenía la intención de quitarle el cuchillo de la frente no es capaz de reunir el valor, cosa por la que de inmediato siente remordimiento. Posteriormente, mientras Shinji planea el atentado contra el colegio, Yutaka Seto le confiesa estar muy afectado por la muerte de la muchacha y molesto consigo mismo por no haber podido salvarla ya que estaba enamorado de ella, siendo su real motivación para ayudarlo a crear la bomba vengarse por su muerte.
En la película, el profesor Kitano hablando a sus alumnos, escucha a Yoshimi Yahagi hablando en tono bajo con Yoji Kuramoto, el profesor le revolea una tiza y exige que nada de cuchicheos, Yoshimi se acerca y le insulta, Kitano le pone el dedo índice en la frente y la empuja hacia atrás, diciendo "Cuando un adulto habla hay que callar y escuchar". Más tarde viendo un video sobre las reglas del juego, Kitano escucha perfectamente unos cuchicheos, y salta de su escritorio sacando algo de su ropa reprochando "Fujiyoshi... nada de susurros"; La chica se levanta rápido, asustada. Kitano le lanza un cuchillo, que se incrusta perfectamente en la frente, empujándola hacia atrás, se vuelve hacia adelante con sus ojos en shock, da un paso en falso inclinándose a su derecha y cae muerta. Sus compañeros miran aterrados. Kitano se acerca seriamente y se disculpa con Fujiyoshi, dado que "va contra el reglamente que el profesor mate". Empuja el cuerpo con el pie dejándolo boca arriba, se ven los ojos de Fumiyo sin vida, se agacha y retira el cuchillo de su frente. Los chicos entran un pánico terrible, ven que todo es real. Más tarde Shūya Nanahara deja sobre el cuerpo una fotografía para Noriko.
En el manga se muestra a Fumiyo cuchicheando con Yukio Utsumi, que está en el pupitre atrás del suyo, el profesor Kamon mira de una manera sombría, lanza un cuchillo que también se incrusta en la frente; y Fumiyo lo recibe perpleja y violentamente, levantando los brazos por el impacto, y queda tendida sobre el pupitre de Yukio, quien llora por ella y ve a sus ojos desorbitados. Shuuya dice para sí mismo "Maldito, está jugando con nosotros". El maestro dice amistosamente que odia que lo interrumpan y que fue una pequeña demostración de su habilidad con el cuchillo, luego con un gesto más duro exige a los chicos que se comporten ya que ya había dos alumnos muertos, Yoshitoki y la Srta. Fujiyoshi, y no deseaba seguir matando.
 Mucho más tarde Shuuya encuentra lo que Shinji Mimura, Yutaka Seto y Keita Iijima hablaban por escrito ya que descubrieron los micrófonos en los collares: Pensaba detonar una bomba en venganza de Fumiyo.
En la versión especial de la película, Noriko Nakagawa habla en sueños con el profesor Kitano sobre el daño que pueden provocar los cuchillos.
Como curiosidad, Aki Inoue dijo detrás de cámaras que si su clase fuera elegida para participar en el juego, ella se suicidaría; riendo, lo justificó con que "no puede matar gente".